# The Journal of Infectious Diseases
The Journal of Infectious Diseases — рецензируемый научный журнал, выходящий на английском языке в Великобритании и охватывающий проблемы инфекционных болезней и микробиологии. Издается с 1904 года.
Согласно Journal Citation Reports, в 2012 году импакт фактор 5.848.